# Fronteira Brasil–Colômbia
A fronteira entre Brasil e Colômbia tem uma extensão de 1644,2 km e está inteiramente demarcada. Em sua extensão total, a linha-limite percorre 808,9 km por rios e canais, 612,1 km por linhas convencionais e mais 223,2 km por divisor de águas.
A fronteira foi delimitada pelo Tratado de Bogotá de 1907, e pelo Tratado de Limites e Navegação Fluvial de 1928. Hoje os trabalhos de caracterização estão a cargo da Comissão Mista de Inspeção dos Marcos da Fronteira Brasileiro-Colombiana, criada em 1976. A comissão já tem implantado 128 marcos.

## História
De acordo com o Tratado de Santo Ildefonso, de 1777 a demarcação de limites territoriais na América do Sul deveria ser feita por quatro divisões luso-espanholas. A Quarta Partida de Demarcação de Fronteiras ficou responsável pela área que é hoje a fronteira do Brasil com a Colômbia.
A direção da Partida Demarcadora portuguesa no extremo norte ficou a cargo de João Pereira Caldas, depois substituído pelo coronel Manoel da Gama Lobo d’Almada. A Partida espanhola, por sua vez, foi dirigida pelo coronel Francisco Requena y Herrera, que também acumulou o cargo de governador da Província de Maynas.
Embora Caldas e Almada fossem os responsáveis pela comitiva portuguesa, o engenheiro militar Teodósio Constantino Chermont, primeiro comissário, e o engenheiro Henrique João Wilckens, segundo comissário, tomaram as principais decisões.
Segundo o Tratado de 1777, Requena insistiu em adentrar o Rio Apaporis e seguir a demarcação pelo Norte, mas Chermont se opôs, insistindo em encontrar o rio dos Enganos e seguir a estratégia lusitana de adentrar mais e mais os domínios espanhóis. Chermont quis explorar primeiro o rio dos Enganos e depois o Apaporis e como Requena dele dependia e de seus astrônomos, engenheiros e instrumentos, firmaram um acordo em 26.03.1782 de reconhecer conjuntamente primeiro o rio dos Enganos e depois o Apaporis.
Tal atitude condicionou a demissão de Chermont do posto de primeiro comissário e sua substituição por Wilckens como chefe da comitiva portuguesa, por ter se submetido aos interesses espanhóis.

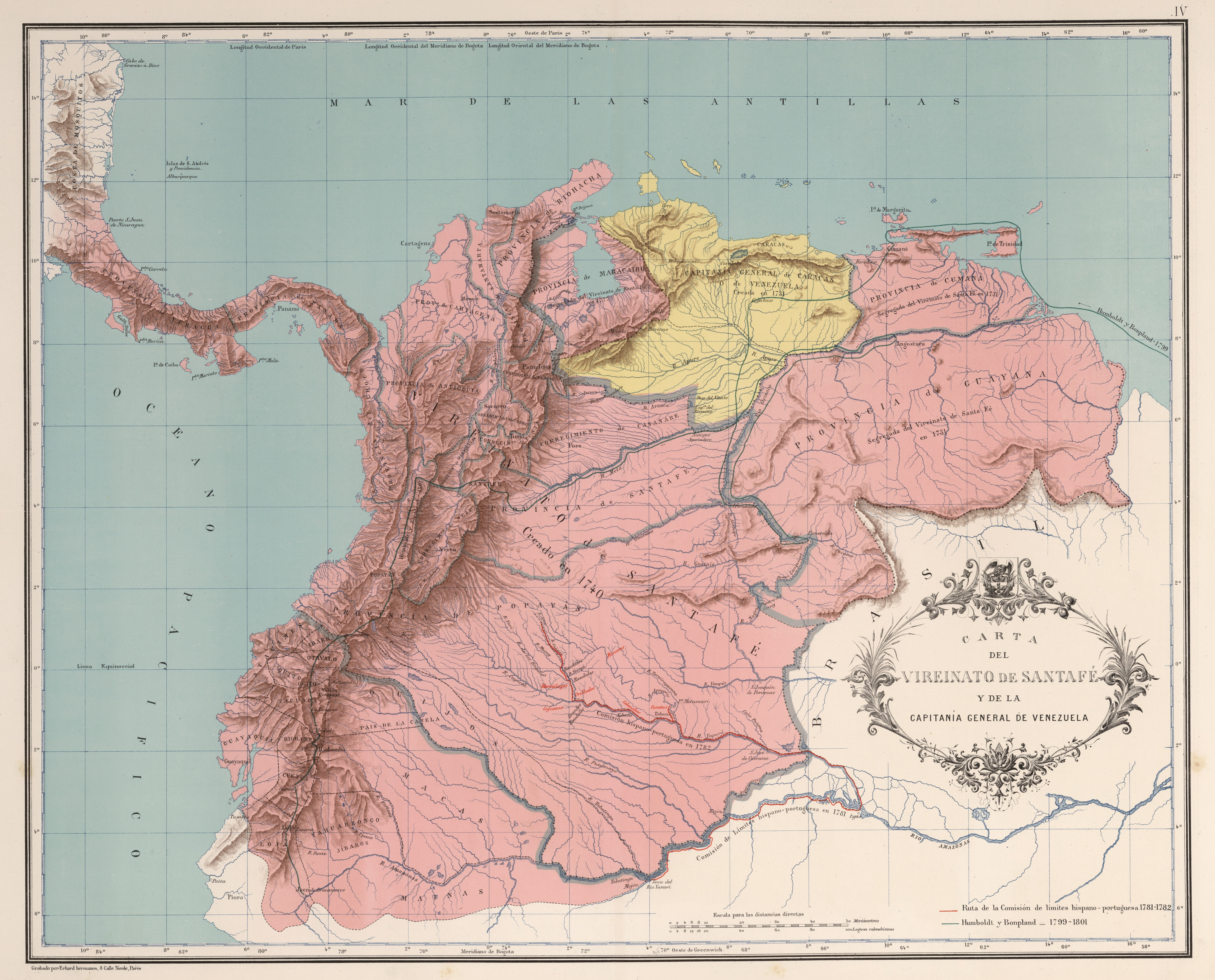
Caminho percorrido pela Quarta Partida.

Concluídos os trabalhos, Portugal tomou o caminho percorrido pela Partida, que inspirou a chamada Linha Imaginária de Chermont, como base para suas pretensões territoriais. Todavia, preferiram advogar por fronteiras naturais, cujos contornos conheciam mais pormenorizadamente, pois os espanhóis sequer dispuseram de astrônomos nas expedições de demarcação do Norte – os levantamentos foram realizados pelos lusitanos. Ao invés da supramencionada Linha, apontaram os Montes Araracoara como melhor marco de fronteira.
A pretensão luso-brasileira era a seguinte: Partia da foz do Apapóris, seguia o Japurá até o rio dos Enganos, e devia continuar por este e por aquele dos seus afluentes que mais se aproximasse do rumo norte, até as suas cabeceiras, inclinava-se depois para o oriente a procurar as nascentes do Memachi, de modo que as águas que vão ao Apapóris, Uaupés e Içana pertencessem ao Brasil e as que vão ao Memachi, Naquieni e outros tributários do Guainia à Nova-Granada, (atual Colômbia) até onde se estendesse o território dos dois Estados. Se essa pretensão se concretizasse, o território luso-brasileira chegaria aos sopés dos Andes. 

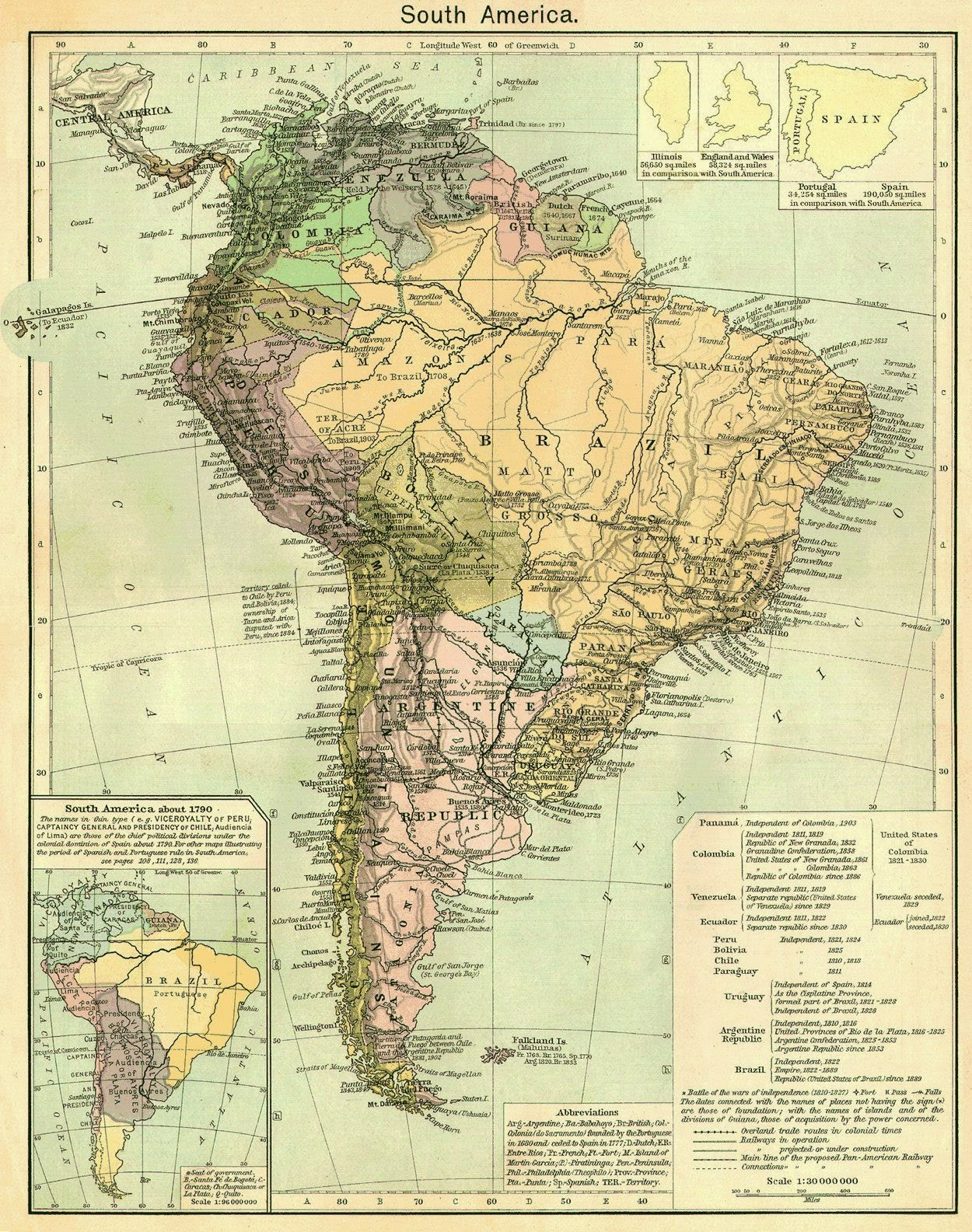
Mapa da editora Velhagen & Klasing que apresenta as pretensões luso-brasileiras.

A espanho-colombiana, por sua vez era esta: O Governo colombiano julgava-se com direito a traçar suas fronteiras pelo Napo até o Amazonas, por este rio até o braço mais ocidental do Japurá; por este braço e pelo mesmo Japurá ao lago Cumapi, ou Marachi; daí em linha reta ao Cababuri, pela margem esquerda deste rio ao cêrro Cupi, daí em linha reta à pedra de Cucuí e depois costeando a margem esquerda do rio Negro até a junção com o Cassiquiare. Este traçado só interessava ao Brasil na parte compreendida entre Tabatinga e o cêrro Cupi. A parte restante interessava ao Peru e à Colômbia.

Mapa que mostra a Linha Imaginária de Chermont e a Linha de Requena.

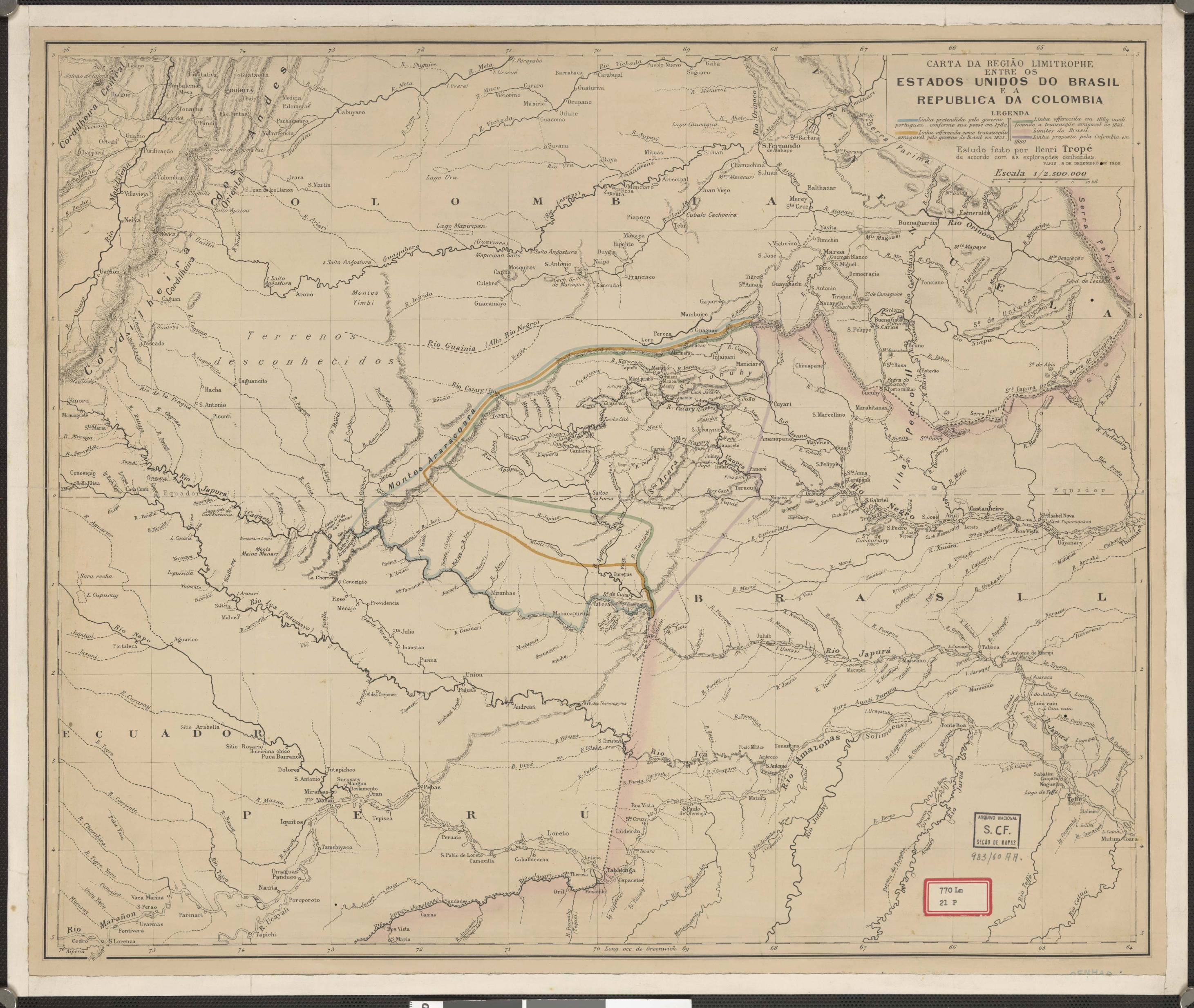
Mapa apresentando as propostas brasileiras e colombianas para a delimitação de fronteira entre eles.

A tentativa de acerto das fronteiras do Brasil com a Colômbia remonta à época do movimento emancipacionista e a fragmentação dos Vice-Reinados Espanhóis na América em 1821, quando constituiu-se a Grã-Colômbia, que compreendia a atual Venezuela, a Colômbia, o Equador e o Panamá. Em 1829 a Venezuela separou-se, exemplo seguido pelo Equador em 1830. As províncias restantes constituíram a República de Nova Granada, que em 1857 passou a denominar-se Confederação Granadina. Esta, em 1863 tomou o nome de Estados Unidos da Colômbia e finalmente, em 1886, de República da Colômbia. O Panamá teve sua independência no ano de 1903. 
O Brasil chegou, em 25 de julho de 1853, a assinar um tratado de limites (Tratado Lleras-Lisboa) de que foram negociadores o ministro do Brasil em Bogotá, conselheiro Miguel Maria Lisboa, depois Barão de Japurá, e o ministro das Relações Exteriores da República de Nova Granada, Lourenço Maria Lleras. Esse documento daria ao Brasil a posse das seguintes áreas: Começa a fronteira da confluência do rio Apapóris com o Japurá e seguirá o dito Apapóris águas arriba até o ponto em que lhe entra pela sua margem oriental o tributário chamado nos mapas do barão de HuMBOLDT e do coronel ConAzzi, Taraíra, e continuará pelo dito Taraíra, águas arriba, até um ponto que cubra a vertente do rio Uaupés, de modo que toda a margem esquerda do Apapóris até a confluência do Taraíra e toda a margem esquerda deste até ao ponto que os comissários marcarem, fiquem pertencendo ao Brasil e toda a margem direita do Apapóris até a confluência do Traraíra e ambas as margens do Apapóris e a margem direita do Taraíra, dessa confluência para cima, fiquem pertencendo à Nova-Granada. Do ponto que cubra as vertentes do Uaupés, inclinará para o oriente passando pelas vertentes que dividem as águas do Uaupés e do Iquiari, ou Içana, das do Memachi-Naquieni e outros que correm ao rio Negro-Superior ou Guainia, de modo que todas as águas que vão ao Uaupés e Iquiari ou Içana fiquem pertencendo ao Brasil e as que vão ao Naquieni, Memachi e outros tributários do Guainia, à Nova-Granada, até onde se estenderem os territórios dos dois Estados. Porém, o Senado Neo-granadino rejeitou o tratado.
Após tentativas de acerto das fronteiras entre Brasil e Colômbia em 1826, 1853, 1868/1870 e 1880/1882, foi estabelecido em 1907, em Bogotá, um Tratado de Limites (Tratado Vásquez Cobo-Martins), com suas cláusulas baseadas sobre o que o chanceler brasileiro, o Barão do Rio Branco, definiu como “a ocupação administrativa brasileira e a colombiana no desenvolvimento real que elas têm, com o caráter de exercício eficiente, continuado e completo de soberania”. Assim a então ocupação efetiva das terras e os direitos delas decorrentes foram os critérios adotados para a definição dos limites em 1907.
Para a assinatura do Tratado Vásquez Cobo-Martins ambas as partes fizeram concessões mútuas. Infelizmente pouco se sabe sobre as negociações. O próprio Barão do Rio Branco, responsável pelo trabalho diplomático, pouco escreveu acerca em suas memórias.
Estando a Colômbia envolvida num grave litígio internacional com o Equador e o Peru pelas terras ao sul do Rio Japurá ou Caquetá, decidiu-se por aproveitar, em caráter provisório, a reta geodésica Apapóris-Tabatinga, criada como linha de fronteira entre Brasil e Peru em 1851. Uma vez reconhecida a Colômbia (em 1922) como único país confinante com o Brasil na região entre os rios Apapóris e Amazonas, foi ratificada esta grande linha geodésica como trecho meridional da fronteira entre Colômbia e Brasil pelo tratado suplementar de Limites e Navegação Fluvial de 1928.